# Застава Естонске ССР
Застава Естонске ССР је усвојена 6. фебруара 1953. године од стране владе Естонске ССР. Била је у употреби до 7. августа 1990. године када је замењена данашњом заставом Естоније.
Застава је била црвене боје и са узорком плаво-белих таласастих линија које су биле симбол Балтичког мора. У горњем левом углу налазио се златни срп и чекић са петокраком звездом изнад.
Пре усвајања ове заставе, од 27. јула 1940. године у употреби је била застава црвене боје са златним српом и чекићем у горњем левом углу изнад којих је стајао натпис на латиници, ENSV (ест. Eesti Nõukogude Sotsialistlik Vabariik).

## Историјске заставе
- 1940–1953